# Сборная Ботсваны по нетболу
Сборная Ботсваны по нетболу представляет Ботсвану на международных соревнованиях по нетболу. Управляющим органом является Ассоциация нетбола Ботсваны (англ. Botswana Netball Association).
По состоянию на 25 июля 2024, сборная Ботсваны по нетболу занимает 23-е место в мировом рейтинге сборных по нетболу.

## Результаты выступлений

### Чемпионаты мира
| Год        | Место          | Игры           | Победы         | Ничьи          | Поражения      |
| ---------- | -------------- | -------------- | -------------- | -------------- | -------------- |
| 1963—2003  | не участвовали | не участвовали | не участвовали | не участвовали | не участвовали |
| 2007       | 10             | 6              | 2              | 0              | 4              |
| 2011       | 13             | 6              | 3              | 0              | 3              |
| 2015—н. в. | не участвовали | не участвовали | не участвовали | не участвовали | не участвовали |

### Чемпионаты Африки
| Год  | Место          | Игры           | Победы         | Ничьи          | Поражения      |
| ---- | -------------- | -------------- | -------------- | -------------- | -------------- |
| 2010 | не участвовали | не участвовали | не участвовали | не участвовали | не участвовали |
| 2012 | 4              | 5              | 2              | 0              | 3              |
| 2013 | 7              | 3              | 0              | 0              | 3              |
| 2014 | 3              | 5              | 3              | 0              | 2              |
| 2015 | ?              | .              | .              | .              | .              |
| 2017 | 5              | 5              | 1              | 0              | 4              |
| 2018 | 5              | 6              | 2              | 0              | 4              |
| 2019 | не участвовали | не участвовали | не участвовали | не участвовали | не участвовали |
| 2021 | ?              | .              | .              | .              | .              |
| 2023 | 4              | 6              | 2              | 0              | 4              |

### Африканские игры
| Год  | Место | Игры | Победы | Ничьи | Поражения |
| ---- | ----- | ---- | ------ | ----- | --------- |
| 1995 | ?     | 1    | 0      | 0     | 1         |
| 1999 | 6     | 4    | 1      | 0     | 3         |
| 2011 | 5     | 8    | 4      | 0     | 4         |